# Gråsnäppor
Gråsnäppor är två mycket likartade vadare som idag placeras i släktet Tringa. Tidigare placerades de i det egna släktet Heteroscelus. Det äldre vetenskapliga släktnamnet betyder ungefär "annorlunda ben" på grekiska och refererar till att de båda arternas bensköldar skiljer sig ifrån deras närmsta släktingar i släktet Tringa.
Arterna är:
- Sibirisk gråsnäppa (Tringa brevipes) - tidigare Heteroscelus brevipes
- Amerikansk gråsnäppa (Tringa incana) - tidigare Heteroscelus incanus

Tidigare har sibiriska gråsnäppa även behandlats som en underart till amerikansk gråsnäppa.(Vaurie, 1965).
Deras häckningsbiotop är främst steniga flodstränder. De häckar på marken, men vilar ofta i träd och kan ibland häcka i övergivna bon byggda av andra fågelarter. 
De är långflyttare och övervintrar i tropiska- eller subtropiska områden på leriga eller sandiga kustremsor. De är inte flockfåglar och ses sällan i större flockar förutom i vissa träd där de kan vila i större grupper.
Dessa båda fåglar liknar rödbenan (Tringa totanus) till både form och storlek. Ovansidan, undersidan av vingen, ansikte och nacke är grå och undersidan vit. De har korta gulaktiga ben och en näbb med ljus bas och mörk näbbspets. De har antydan av ögonbrynsstreck.
Bästa sättet att skilja dem åt är med hjälp av deras läten; Den sibiriska gråsnäppan har en tvåstavig vissling medan den amerikanska har porlande drill.
De födosöker på marken eller i vattnet, där de snappar efter föda. Deras föda består av insekter, kräftdjur och andra ryggradslösa djur.